# Bleptochiton leucotrigona
Bleptochiton leucotrigona är en fjärilsart som beskrevs av Turner 1947. Bleptochiton leucotrigona ingår i släktet Bleptochiton och familjen plattmalar. Inga underarter finns listade i Catalogue of Life.